# Projekt ben Jehuda
Projekt ben Jehuda – zainspirowany Projektem Gutenberg zbiór klasycznej literatury hebrajskiej w języku oryginału. Nazwa pochodzi od nazwiska Eliezera ben Jehudy (wł. Eliezer Jicchak Perelman, 1858–1922) – urodzonego na historycznej Litwie (Łużki, Białoruś) żydowskiego lingwisty, twórcy współczesnego języka hebrajskiego, który wyemigrował do Palestyny w roku 1881 na fali żydowskiego ruchu niepodległościowego.
Wszystkie dzieła zostały zdigitalizowane i przekonwertowane do formatu dającego się czytać i przeszukiwać w Internecie. Biblioteka jest przeznaczona zarówno dla naukowców, jak i uczniów i studentów literatury.